# Ectemnonotum apicale
Ectemnonotum apicale är en insektsart som beskrevs av Victor Lallemand 1930. Ectemnonotum apicale ingår i släktet Ectemnonotum och familjen spottstritar. Inga underarter finns listade i Catalogue of Life.